# خلفتلي
خلفتلي  قرية سوريّة تتبع إداريّاً لمحافظة حلب منطقة أعزاز ناحية أخترين، بلغ تعداد سكانها 261 نسمة حسب التعداد السكاني لعام 2004.
وقيل إن اشتباكات وقعت في القرية في عام 2014.